# تنوع السمات (علم الأحياء)
تنوع السمات (بالإنجليزية: Cline)‏ هو اختلاف قابل للقياس لصفة (أو سمة بيولوجية) لنوع ما عبر مجاله الجغرافي. وضعه لأول مرة جوليان هاكسلي في عام 1938، عادة ما تكون الصفة نمطاً وراثياً (مثل تواتر الأليل أو زمرة الدم) أو نمطاً ظاهرياً (حجم الجسم أو تلون الجلد). يمكن أن يعطي تنوع السمات تدرجاً خفيفاً ومستمراً في صفة ما أو قد يظهر على شكل تغيرات فجائية في السمة بين منطقة جغرافية وأخرى.
يشير تنوع السمات إلى تدرج مكاني لسمة وحيدة محددة، وليس تدرج مجتمع ككل. لذلك يمكن لمجتمع معين أن يمتلك نظرياً تنوع سمات بقدر ما يوجد فيه من سمات. إضافة إلى ذلك، أدرك هاكسلي أن تنوعات السمات المستقلة قد لا تعمل بانسجام فيما بينها. على سبيل المثال، لوحظ في أستراليا أن الطيور عموماً تصبح أصغر حجماً كلما اتجهنا نحو الشمال انطلاقاً من المنطقة التي وُجدت فيها. على خلاف ذلك، يتبع تغير تلون ريشها مساراً جغرافياً مختلفاً، إذ تكون الأكثر تلوناً في المناطق ذات الرطوبة الأعلى وتصبح أقل تلوناً في المناطق القارية الجافة في منتصف البلاد. لهذا السبب، عرف هاكسلي تنوع السمات على أنه «مبدأ تصنيفي مساعد»، فلا يُعطى تنوع السمات في نوع ما اعتبارات تصنيفية كما هي الحال في الأنواع وتحت الأنواع.
في حين أن مصطلحي «تنوع السمات» و«النمط البيئي» في المواضع ذاتها، إلا أنهما يختلفان في الواقع في أن «النمط البيئي» يشير المجتمع الذي يختلف عن المجتمعات الأخرى بعدد من الصفات، في حين أن تنوع السمات هو صفة واحدة تختلف بين المجتمعات.

## عوامل نشأة وتطور توزع السمات
غالباً ما يشار إلى أن تنوع السمات هو نتيجة لعاملين متعاكسين: الاصطفاء وانسياب المورثات (الذي يعرف أيضاً بالهجرة). يؤدي الاصطفاء إلى التأقلم مع البيئة المحلية، وهذا ما يعطي أنماط وراثية وأنماط مظهرية مختلفة مفضلة في بيئات مختلفة. تُعارَض هذه القوة المسببة للتنوع من قبل انسياب المورثات، الذي يمتلك تأثيراً مجانِس على المجتمعات ويمنع الانتواع عن طريق إحداث خلط وراثي وهذا ما يؤدي إلى طمس أي حدود وراثية مميزة.

### تطور تنوع السمات
يعتقد عموماً أن تنوعات السمات تنشأ تحت أحد شرطين: «التمايز الأولي» (ويعرف أيضاً «بالتماس الأولي» أو «بالتداخل التدريجي الأولي») أو «التمايز الثانوي» (ويعرف أيضاً «بالتهجين الإقحامي الثانوي» أو «بالتداخل التدريجي الثانوي»).

#### التمايز الأولي
تنتج تنوعات السمات التي تنشأ بهذه الطريقة عن طريق عدم التجانس المكاني في الظروف البيئية. وبتالي تكون آلية الاصطفاء المطبقة على تلك الكائنات الحية خارجية. يتعرض النوع بشكل متكرر لمدى واسع من المتغيرات البيئية (الرطوبة والهطول المطري والحرارة وطول النهار) ووفقاً لقانون الاصطفاء الطبيعي، ستفضل البيئات المختلفة أنماطاً وراثية وظاهرية مختلفة. بهذه الطريقة، عندما تنتشر المجتمعات المتجانسة جينياً أو في نمطها الظاهري ضمن بيئات جديدة، فأنها ستتطور لتصبح متكيفة بشكل فريد مع البيئة المحلية، وهذه العملية تشجع على نشوء تدرّج في سمة وراثية أو ظاهرية ما.
لا يمكن الحفاظ على تنوعات السمات تلك من خلال الاصطفاء وحده إذا حدث انسياب مورثات كبير بين المجتمعات، لأن هذا من شأنه أن يتغلب على تأثيرات التكيف المحلي. ومع ذلك، لأن جميع الأنواع تميل عادةً لأن يكون لديها نطاق انتشار محدود (كما في الانعزال الناجم عن المسافة)، يمكن أن يكون انسياب المورثات المقيَّد بمثابة حاجز يشجع على التمايز الجغرافي. مع ذلك، غالباً ما يتطلب الحفاظ إلى تنوع سمات درجة معينة من الهجرة، ومن دونها فمن المحتمل حدوث انتواع في النهاية، لأن التكيف المحلي يمكن أن يسبب انعزالاً تكاثرياً بين المجتمعات.
هنالك مثال كلاسيكي عن دور المتغيرات البيئية في تشكيل تنوعات سمات وهو العثة المفلفلة Biston betularia في المملكة المتحدة. خلال القرن التاسع عشر، عندما اكتسب القطاع الصناعي زخماً، غطى سواد هباب الفخم الغطاء النباتي في شمال غرب إنجلترا وأجزاء من شمال ويلز. كنتيجة لذلك، أصبحت أشكال العثة الأفتح لوناً مرئياً أكثر بالنسبة للمفترسات عند وقوفها على الأشجار جذوع الأشجار التي تحول لونها للأسود وتعرضت للافتراس بشكل كبير مقارنة بالأشكال ذات اللون القاتم. وبالتالي، ازداد تواتر الشكل القاتم الخفي بالنسبة للمفترسات من العثة المفلفلة بشكل كبير في شمال إنجلترا. يتناقص تنوع السمات هذا في صفة اللون، بين الأشكال الفاتحة السائدة في غرب إنجلترا (التي لم تتعرض للتلوث بشدة) والتواتر الكبير للأشكال القاتمة في الشمال ببطء منذ أن فُرضت قيود على انبعاثات هباب الفحم في ستينيات القرن الماضي.

#### التماس الثانوي
نشأت تنوعات السمات التي تتشكل بهذه الآلية من خلال ضم مجتمعين معزولين سابقاً، متمايزين جغرافياً، ما يخلق منطقة وسيطة. قد يحدث تصور التماس الثانوي، على سبيل المثال عندما تتغير الظروف المناخية، ما يسمح للمجتمعات المختلفة بالتوسع والالتقاء. لأنه بمرور الوقت ستميل تأثير الانسياب الوراثي إلى التغلب على أي اختلافات مناطقية معطياً مجتمعاً واحداً كبيراً ومتجانساً، فمن أجل الحفاظ على تنوع سمات ثابت عند انضمام مجتمعين، يجب أن يكون هنالك عادة ضغط انتخابي يحافظ على درجة من التمايز بين المجتمعين.
عادة ما تكون آلية الاصطفاء للحفاظ على تنوعات السمات في هذا التصور جوهرية. هذا يعني أن صلاحية الأفراد مستقلة عن البيئة الخارجية، وبالمقابل يعتمد الاصطفاء على المجموع الوراثي للفرد. يمكن أن يؤدي الاصطفاء الطبيعي أو الذاتي إلى نشوء تنوعات سمات في صفات عبر العديد من الآليات. إحدى الطرق التي يمكن أن يعمل بها هي من خلال عيوب النموذج متخالفة اللوقاح، التي تمتلك فيها الأنماط الوراثية الوسيطة صلاحية منخفضة نسبياً بالمقرنة مع أي نمط وراثي للنموذج متماثل اللوقاح. بسبب هذا العيب، يميل أحد الأليلين لأن يصبح ثابتاً في مجتمع معين، لتتكون هذه المجتمعات بشكل كبير من أفراد إما AA (متماثل لواقح سائد)، أو من aa (متماثل لواقح متنحي).
تنوع السمات الناشئ من أفراد متخالفة اللواقح الذي يتشكل عندما يحدث تماس بين تلك المجتمعات، تشكله لاحقاً القوى المتعاكسة للاصطفاء وانسياب المورثات؛ حتى لو كان الاصطفاء الذي يتعرض له الأفراد متخالفي اللواقح كبيراً، إذا كان هنالك درجة معينة من الانسياب الوراثي بين المجتمعين، فسيساعد ذلك على تشكل تنوع سمات.
نظراً لأن الاصطفاء الداخلي مستقل عن البيئة الخارجية، فإن تنوعات السمات المتشكلة نتيجة اصطفاء الهجن لا تثبت في أي منطقة جغرافية معينة ويمكن أن تتحرك في المناطق الجغرافية. تعرف هذه المناطق الهجينة حيث يشكل الهجن عائقاً بالمقارنة مع آبائهم (ولكن رغم ذلك يمكن الحفاظ عليها من خلال الاصطفاء الذي يُعارض بانسياب المورثات) «بمناطق التوتر».
هنالك طريقة أخرى يمكن أن يعطي فيها الاصطفاء تنوعات سمات وهي عن طريق الاصطفاء المعتمد على التواتر. الصفات التي يمكن الحفاظ عليها من خلال الضغوط الانتخابية تتضمن إشارات التحذير (التحذير اللوني). على سبيل المثال، إشارات التحذير اللوني في فراشات الجنس Heliconius عادة ما تبدي تنوع سمات كبير بين المجتمعات، والذي يُحافظ عليه من خلال الاصطفاء المعتمد على التواتر الإيجابي. وذلك لأن تخالف اللواقح والطفرات والتأشيب الجيني يمكن أن تنتج جميعاً أنماطاً تنحرف عن تلك الإشارات الراسخة التي تحدد فريسة ما على أنها غير مستساغة. تُفترس تلك الأفراد عند ذلك بشكل كبير مقارنة بنظرائهم ذوي العلامات «الطبيعية» (أي يصطفى ضدهم)، وهذا ما يخلق مجتمعات يسودها نمط معين من الإشارات التحذيرية. كما هو الحال بالنسبة لعيوب النمط متخالف اللواقح، عندما يحدث انضمام لتلك المجتمعات، يمكن إنتاج تنوع سمات ضيق لأفراد وسيطين، ويُحافظ عليها من خلال معارضة انسياب المورثات للاصطفاء.